# كارل لودفيج هاردينغ
كارل لودفيج هاردينغ (بالألمانية: Karl Ludwig Harding)‏ (و. 1765 – 1834 م) هو عالم فلك، وأستاذ جامعي من ألمانيا . ولد في لاونبورغ . وكان عضواً في الجمعية الملكية، والأكاديمية البروسية للعلوم .
توفي في جوتنجن، عن عمر يناهز 69 عاماً.

## التعليم
تعلم في جامعة غوتينغن

## مناصب وهيئات
أدار جامعة غوتينغن.

## جوائز
حصل على جوائز منها:
- زميل في الجمعية الملكية
- Lalande Prize [الإنجليزية]‏.